# Gastropexie
 (avril 2023).
La gastropexie est une opération chirurgicale au cours de laquelle l'estomac est suturé à la paroi abdominale ou au diaphragme. Les gastropexies dans lesquelles l'estomac est suturé au diaphragme sont parfois pratiquées comme traitement du RGO pour empêcher l'estomac de remonter dans la poitrine.

## Sources et références
1. ↑  « gastropexy - Definition from Merriam-Webster's Medical Dictionary » [archive du 22 juillet 2012] (consulté le 24 mars 2008)